# Simulium tokarense
Simulium tokarense är en tvåvingeart som beskrevs av Takaoka 1973. Simulium tokarense ingår i släktet Simulium och familjen knott. Inga underarter finns listade i Catalogue of Life.